# کامو، نیگاتا
کامو در استان نیگاتا در کشور ژاپن واقع شده‌است  که دارای جمعیت ۳۰٬۸۰۰ نفر و مساحت ۱۳۳٫۶۸ کیلومتر مربع با تراکم جمعیت ۲۳۰  نفر در کیلومترمربع است و در تاریخ ۱۰ مارس ۱۹۵۴ به عنوان شهر شناخته شد.